# Lunettes vidéo
Pour les articles homonymes, voir lunette.
Les lunettes vidéo constituent un dispositif vidéo portatif constitué de deux écrans maintenus par une monture équivalente à celle des lunettes de vue.

## Caractéristiques
Ce dispositif permet à l'utilisateur d'obtenir un angle de vision étendu avec une image rendue à l'infinie, il n'est donc pas nécessaire d'accommoder.
Les lunettes vidéo doivent se brancher sur une source vidéo (lecteur DVD, baladeur numérique, console portable ...) : elles n'ont qu'une fonction d'affichage de la video.
Les écrans des lunettes vidéo offrent en 2009 une résolution maximale de 640 x 480 pixels. Ils sont généralement à cristaux liquides. Des prototypes de lunettes vidéo font usages de verres spéciaux dont on peut régler la transparence et ainsi obtenir en même temps l'image vidéo et la vision du monde réel.
Certains modèles, en donnant un vue différente pour chaque œil, permettent un rendu stéréoscopique.

## Applications
- Pour le grand public, cela rassemble toutes les applications qui nécessitent un écran video, en particulier :
  - Pilotage en immersion ou FPV
  - visionnage de clips video et films
  - jeux vidéo
  - GPS
  - messagerie électronique

- Pour les professionnels :
  - affichage des données stratégiques en temps réel pour les militaires
  - affichage des données médicales en temps réel pour les personnels médicaux (lors d'une opération chirurgicale par exemple)

## Constructeurs
Les entreprises ci-dessous produisent des lunettes video pour le grand public (ordre alphabétique) :
- Fatshark
- Skyzone
- Aomway
- 22Moo
- Agm Tec
- EzGear
- Honlai
- i-O Display Systems
- Icuiti
- Lumus
- Mirage Innovations
- Myvu
- RelaxView
- Vuzix